# Лебединое (Челябинская область)
Лебеди́ное — село в Нагайбакском районе Челябинской области России. Входит в состав Парижского сельского поселения.

## История
В 1963 году указом Президиума Верховного Совета РСФСР насёленному пункту «Участок № 108» совхоза «Астафьевский» присвоено наименование село Лебединое.

## Население
| 2002 | 2010 |
| ---- | ---- |
| 397  | ↘286 |

## Улицы
- ул. Заречная,
- ул. Новая,
- ул. Центральная.